# Jane Hassler Hill
Jane Hassler Hill   (Berkeley, 27 d'octubre de 1939 - 2 de novembre de 2018) va ser una antropòloga i lingüista estatunidenca que va treballar extensivament amb llengües ameríndies de la família lingüística Uto-asteca.
Va rebre el seu doctorat en filologia a la UCLA el 1966, on va estudiar amb William Bright. Va treballar en lingüística descriptiva escrivint una gramàtica del cupeño en col·laboració amb Roscinda Nolasquez, i compilant les històries tribals a Mulu'wetam: The First People (1973). També ha contribuït en els camps de l'antropologia lingüística i de la sociolingüística amb els seus treballs sobre el nàhuatl i sobre les expressions lingüístiques de racisme cap als hispanoparlants al Sud-oest dels Estats Units en les seves obres sobre el mock spanish. Així mateix, ha treballat amb el tohono O'odham juntament amb Ofelia Zepeda. De 1998 a 1999 fou presidenta de l'American Anthropological Association.
Va publicar més de 100 articles i capítols i escrit set llibres. En 2009 es va jubilar com a professor regent d'antropologia i lingüística de la Universitat d'Arizona.

## Obres
- A Grammar of the Cupeño Language (1966)
- Regularities in Vocabulary Replacement in Modern Nahuatl (1981) amb Kenneth Cushman Hill
- Metaphorical Switching in Modern Nahuatl: Change and Contradiction amb Kenneth Cushman Hill
- Speaking Mexicano: The Dynamics of Syncretic Language in Central Mexico (1986)
- The Everyday Language of White Racism (2008)